# Psalmi
Psalmi, ali tudi Knjiga psalmov in Psalter, je pesniška zbirka, ki je del Stare zaveze Svetega pisma. Psalm je značilna svetopisemska pesniška vrsta izrazito verskega, včasih tudi domovinskega značaja. Razkriva razmerje posameznika ali skupnosti do Boga. Izraža tožbo, prošnjo, pokoro, čaščenje, hvalo in zahvalo. Psalme odlikuje bogat figurativni slog z izraznimi sredstvi, kot so metafora, metonimija in razne retorične figure: ogovor, vzklik, retorično vprašanje, antiteza, stopnjevanje, paralelizem členov.
Psalmi so bili že v času starega Izraela uglasbljene pesmi, ki so jih peli ob raznih obredih in slovesnostih. Tudi Evangelij po Mateju poroča, da so Jezus in učenci zadnjo večerjo zaključili s hvalnico – enim izmed psalmov 113–118: In ko so odpeli hvalnico, so odšli proti Oljski gori (Mt 26,30).

## Razdelitev
V Svetem pismu je 150 psalmov, razdeljenih na pet knjig. To razdelitev so najbrž opravili zadnji uredniki, da bi posnemali Toro (5 Mojzesovih knjih):
- Knjiga 1: psalmi 1–41
- Knjiga 2: psalmi 42–72
- Knjiga 3: psalmi 73–89
- Knjiga 4: psalmi 90–106
- Knjiga 5: psalmi 107–150

Pri številčenju psalmov se uporabljata dva načina štetja. Prvi je hebrejski način štetja, ki ga danes uporablja tudi Slovenski standardni prevod Svetega pisma, drugi pa je grško-latinski način štetja. Preslikava iz grško-latinskega načina štetja v hebrejskega se vrši tako, da se grško-latinskemu prišteje ena. Pri tem se upošteva naslednje izjeme:
- Za psalme 1–8 ter 148–150 je preslikava enaka,
- 9 (vrstice 1–21) {\displaystyle \Rightarrow } 9,
- 9 (vrstice 22–39) {\displaystyle \Rightarrow } 10,
- 113 (vrstice 1–8) {\displaystyle \Rightarrow } 114,
- 113 (vrstice 9–26) {\displaystyle \Rightarrow } 115,
- 114 {\displaystyle \Rightarrow } 116 (vrstice 1–9),
- 115 {\displaystyle \Rightarrow } 116 (vrstice 10–19),
- 146 {\displaystyle \Rightarrow } 147 (vrstice 1–11),
- 147 {\displaystyle \Rightarrow } 147 (vrstice 12–20).

Psalme lahko beremo v drugih slovenskih narečjih. Aleksander Terplan je prevedel psalme v prekmurščino 1848 (Knige 'zoltárszke).